# Other Dimensions in Music
Other Dimensions in Music ist ein US-amerikanisches Improvisations-Quartett, das seit den 1980er Jahren besteht.

## Geschichte der Band
Other Dimensions In Music wurde Anfang der 1980er Jahre von vier Veteranen der New YorkerFreejazzszene gegründet. Die Musik der Band ist größtenteils improvisiert, enthält dabei aber auch lyrische und ruhige Elemente. Die Gruppenmitglieder Rashid Bakr, Roy Campbell, Daniel Carter und William Parker verstehen ihr Ensemble als Element kollektiver Improvisation. Im Jahr 1989 nahm das Bandprojekt, das nur gelegentlich auftritt, sein erstes Album für das Label Silkheart Records auf. 
Im November 1999 sollte die Formation auf dem Total Music Meeting in Berlin auftreten. Für den kurzfristig ausgefallenen Rashied Bakr stieg Alan Silva ein. 2006 entstand in Paris das Live-Album Live at the Sunset; für Rashid Bakr stieß der Schlagzeuger Hamid Drake zur Band. Parker spielte in Paris auch Musette, ein Holzblasinstrument (das Dewey Redman in dem Bandprojekt Old and New Dreams verwendete); Hamid Drake und Carter singen zudem. Die stilistische Bandbreite hat sich inzwischen erweitert; sie integrieren in ihre Improvisationen auch Elemente des Blues, Swing, Bop, afrikanische Musik, Klänge des Mittleren Ostens, was sich auch in Titeln wie „Blues configuration“, „Afro Caribbean High Life“, „Blues for Baghdad“, „Funk The Government/The Betrayal of New Orleans/Hurricane Katrina“, „Suite for Miles Davis“, „For Louis, Cootie and Lester“, „James Brown Ascension“ ausdrückt.
Auf dem Album Time Is of the Essence Is Beyond Time von 1997 wirkte zudem der Pianist Matthew Shipp mit. Das Album Kaiso Stories ist gemeinsam mit der Sängerin Fay Victor entstanden; dabei war Charles Downs am Schlagzeug. An der Produktion Some Other Dimensions In Yo La Tengo (1999) mit Yo La Tengo nahmen nur die beiden Bläser teil.

## Diskographie
- Other Dimensions In Music (Silkheart, 1990)
- Now! (AUM Fidelity, rec. 1997, ed. 1998)
- Time Is of the Essence Is Beyond Time (AUM, rec. 1997; ed. 2002, mit Matthew Shipp)
- Live at the Sunset (Marge, 2007)
- Kaiso Stories (Silkheart, rec. 2010; ed. 2011)